# عروج عیسی

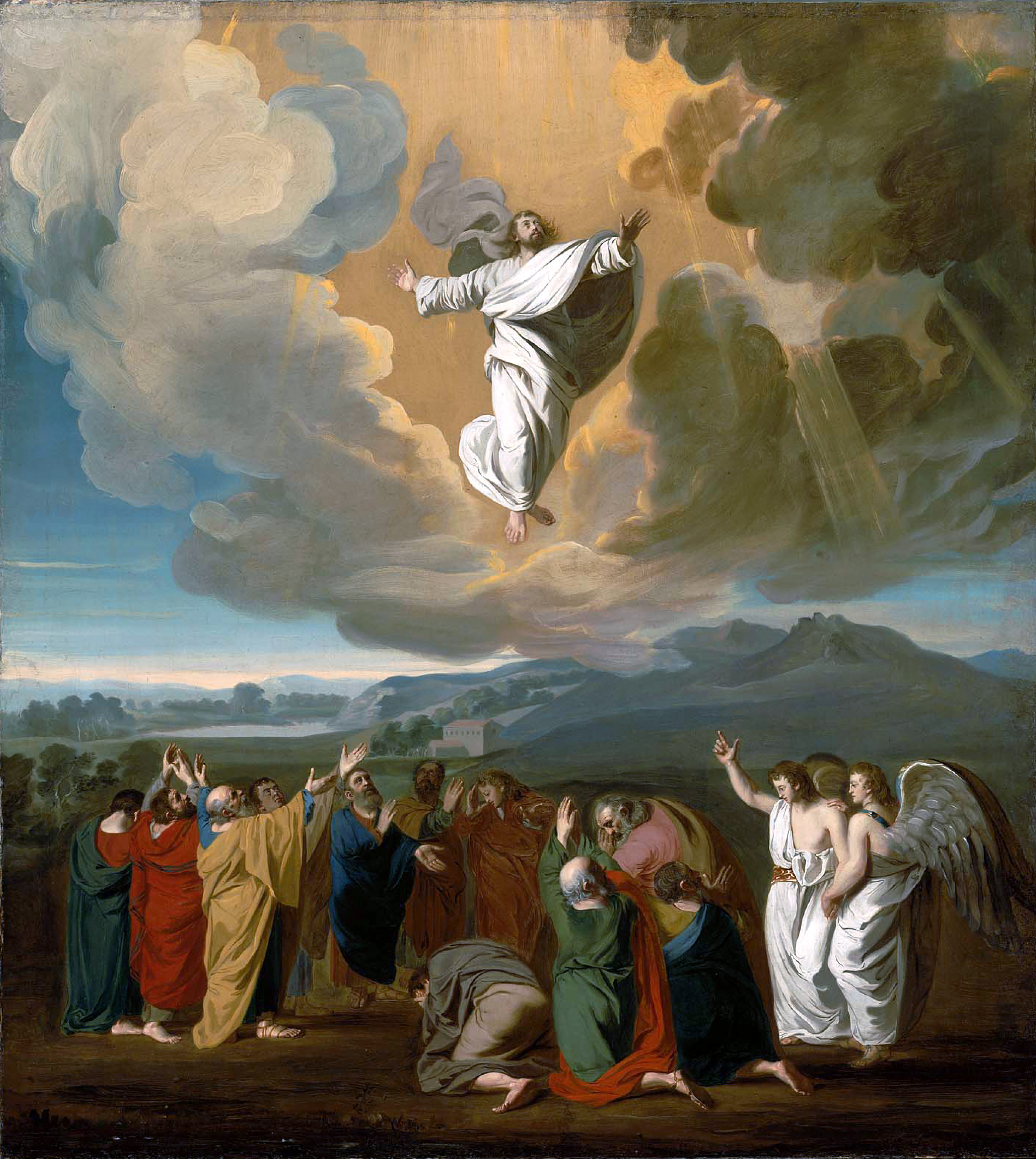
صعود عیسی به آسمان اثر جان سینگلتون کاپلی

عروج عیسی اشاره به صعود و بالاروی عیسی به آسمان‌ها دارد. بر طبق روایت عهد جدید عروج چهل روز بعد از رستاخیز اتفاق افتاد.

## مسیحیت
طبق باور مسیحیان، عیسی سه روز بعد از مصلوب شدن و رستاخیز با حواریون دیدار کرد و به آنان خبر عروج خویش را داد. در انجیل‌های چهارگانه به عروج عیسی در مرقس ‎۱۶:۱۹، لوقا ‎۲۴:۵۱ و یوحنا ‎۳:۱۳ اشاره شده‌است.

## اسلام
طبق قرآن، سوره نسا آیهٔ ‎۱۵۷–۱۵۹ عیسی کشته نشده و مصلوب شدن او تکذیب گردیده ولی به عروج جسمانی او اشاره شده‌است؛ او توسط خدا نجات یافت و به آسمانها بالا برده شد.